# 戦略海洋部隊 (フランス海軍)
戦略海洋部隊（せんりゃくかいようぶたい、フランス語：Force océanique stratégique, FOST）は、フランス海軍の部隊。原子力弾道ミサイル潜水艦（仏 sous-marin nucléaires lanceurs d'engins, SNLE）の運用を目的とする。作戦指揮による部隊編制であり、部隊管理上は潜水艦部隊（FSM）に属する。

## 概要
戦略海洋部隊はフランス独自の核戦力運用部隊として1960年代に設立された。実用的な潜水艦発射弾道ミサイルおよび小型核弾頭、原子力潜水艦の開発には時間がかかり、完全な実戦力となったのは、ル・ルドゥタブル級原子力潜水艦が就役した1970年代のことである。
1985年以降5ないし6隻の弾道ミサイル潜水艦が運用されていたが、2000年代に入りル・ルドゥタブル級の退役およびル・トリオンファン級原子力潜水艦の就役とともに4隻による運用に変更された。
戦略海洋軍の任務は、常時2隻の弾道ミサイル潜水艦を出動させ、核攻撃能力を保持することにある。戦力としては、4隻の弾道ミサイル潜水艦および護衛用の6隻の攻撃型原子力潜水艦（SNA）が指揮下にある。弾道ミサイル潜水艦の基地はブレスト南方のロング島にあり、攻撃型原子力潜水艦の基地はトゥーロンにある。
部隊管理については、FSMを通して海軍参謀総長の指揮をうけるが、作戦指揮についてはフランス統合参謀総長のラインにある。戦略海洋部隊司令（ALFOST）は命令伝達および部隊運用に責任を持つ。核攻撃権限はフランス大統領にあり、核攻撃命令は部隊に直接伝達される。